# 明銭
明銭（みんせん）は、明朝の時代に中国で発行された銭貨。室町時代の日本では渡来銭として流通した。明朝銭とも言う。

## 概要
1361年、朱元璋（後の洪武帝）、大中通宝を発行開始。
1368年、洪武帝（在位：1368年 - 1398年）、洪武通宝を発行開始。
1411年、永楽帝（在位：1402年 - 1424年）、永楽通宝を発行開始。
1433年、宣徳帝（在位：1425年 - 1435年）、宣徳通宝を発行開始。
1503年、弘治帝（在位：1487年 - 1505年）、弘治通宝を発行開始。
1527年、嘉靖帝（在位：1521年 - 1567年）、嘉靖通宝を発行開始。古来、中国の銭と言えば青銅製であったが、これは初めての真鍮製の銭である。1533年、以前の元号を冠した洪武通宝・永楽通宝・洪熙通宝・宣徳通宝・正統通宝・天順通宝・成化通宝・弘治通宝・正徳通宝を発行（紀元九号銭）。
この後、発行時点の元号を冠した銭貨が多くなる。背（裏側）に、銭監（鋳造した役所）の所在地を示す識別符号や額面を刻むものもある。
1570年、隆慶帝（在位：1567年 - 1572年）、隆慶通宝を発行開始。
1576年、万暦帝（在位：1572年 - 1620年）、万暦通宝を発行開始。
1621年、天啓帝（在位：1620年 - 1627年）、天啓通宝を発行開始。1621年の1年間のみ、前年（1620年）に即位しながらその年の内に急死した泰昌帝に相当する分の銭として泰昌通宝を発行。
1628年、崇禎帝（在位：1627年 - 1644年）、崇禎通宝を発行開始。
南明の時代、諸王も銭を発行した。魯王の大明通宝（1644年）、福王の弘光通宝（1645年）、唐王の隆武通宝（1646年）、永明王の永暦通宝（1647年）がそれである。
そのほか明末清初の時期に、李自成の永昌通宝（1644年）、張献忠の大順通宝（1644年）、孫可望の興朝通宝（1647年）、呉三桂の利用通宝（1673年）及び昭武通宝（1678年）、呉世璠の洪化通宝（1678年）、耿精忠の裕民通宝（1675年）が発行された。

### 渡来銭として
室町幕府は、鎌倉幕府がそうであったように銭貨の鋳造能力を備えることはなかった。そこで、中国を中心とする外国から銭貨を輸入し、それを国内で流通させることにした。銅地金を輸出して銭貨を輸入したと記録に残っている。当時の日本の銅は技術的な理由で無視できない量の銀が含まれており、輸出品として歓迎されたという説もある。室町時代に渡来銭として流通した明銭として、洪武通宝・永楽通宝・宣徳通宝が知られているが、最も多く流通したのは永楽通宝である。日本国内での出土数は洪武通宝がこれに次ぐ。その他、大中通宝、弘治通宝も少ないながら使用された。
なお、室町時代においては、永楽通宝が広く用いられた東国と違い、畿内や西国では永楽通宝に代表される明銭が宋銭より大きくて使い勝手が良くないことや新し過ぎて私鋳銭との区別が付かないとみなされ、明銭が嫌われ宋銭が重んじられていたとする見方がある。これは文明15年（1483年）の遣明使の北京入りに同行した金渓梵鐸が帰国後の報告の中で、北京で明政府が明銭で日本商品を購入したところ、遣明使側は旧銭（宋銭）での支払を求めてトラブルになったとしていること や、室町幕府による最初の撰銭令と言われている明応9年（1500年）10月の追加法 に根本渡唐銭は古銭同様に通用させることを命じた規定がある。ここに登場する根本渡唐銭には「永楽・洪武・宣徳」と割注が付けられていることから正規の明銭のことであると考えられ、これに対して古銭は宋銭のことであると考えられることから、当時の京都およびその周辺では宋銭が重んじられ、明銭は撰銭の対象になっていた可能性すらあったと考えられている。